# ویتامین‌های گروه ب

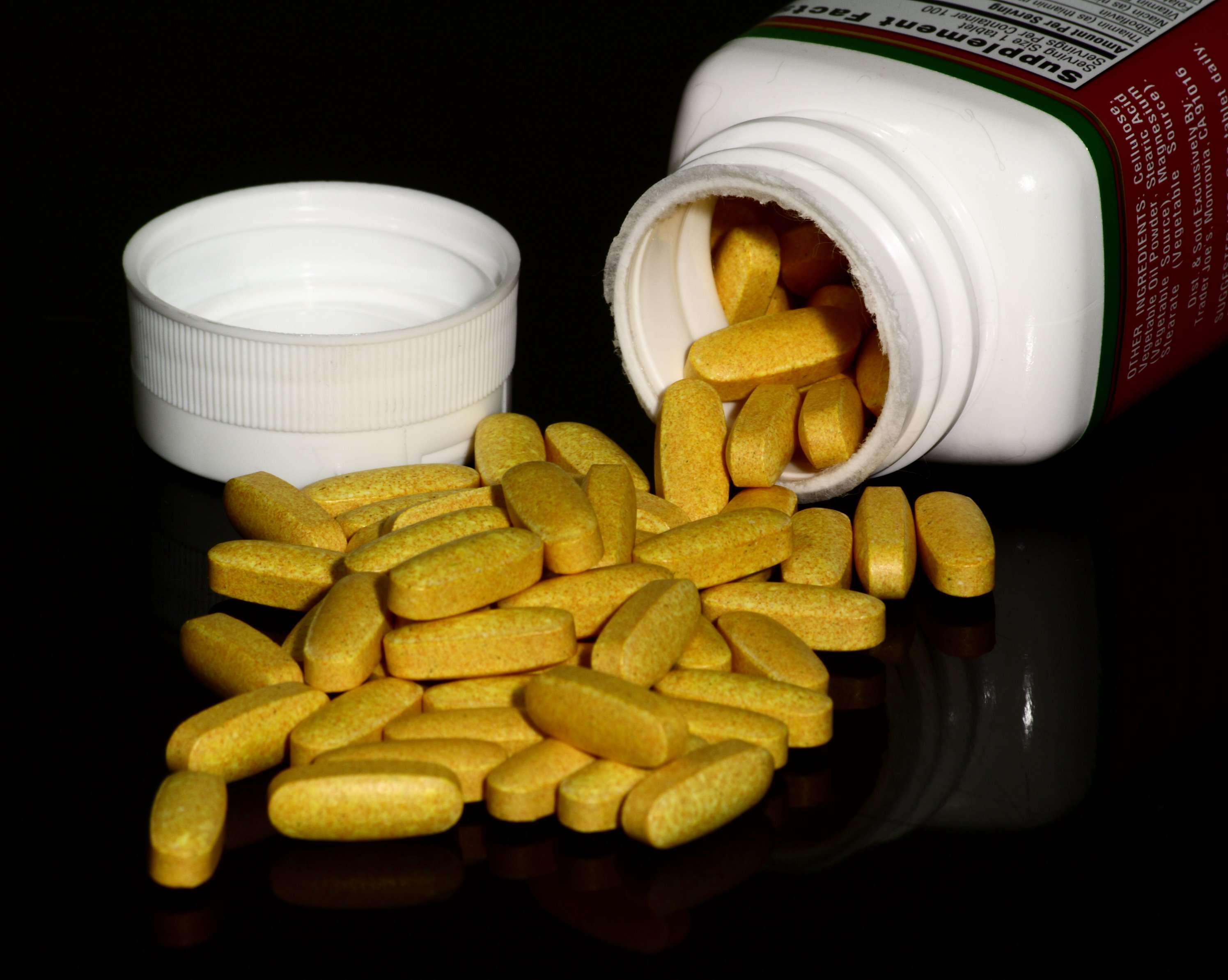
قرص‌های ویتامین ب کمپلکس

ویتامین‌های بِ یا ویتامین‌های گروه B دسته‌ای از ویتامین‌های محلول در آب هستند که نقش مهمی را در فرایند متابولیسم سلولی و سنتز گلبول قرمز ایفا می‌کنند. این گروه از ویتامین‌ها ماده شیمیایی متشکل از ترکیبات متنوع هستند.

ویتامین‌های «گروه ب» شامل موارد زیر است:
- تیامین (B1)
- ریبوفلاوین (B2)
- نیاسین (B3)
- کولین (B4)
- اسید پانتوتنیک (B5)
- پیریدوکسین (B6)
- بیوتین (B7)
- اینوزیتول (B8)
- اسید فولیک (B9)
- پارا آمینو بنزوئیک اسید (B10)
- اسید سالیسیلیک(B11)
- کوبالامین (B12)
- اسید پنگامیک (B15)
- ۴-آمینوبنزوئیک اسید (BX)
- کارنیتین (BT)

## تاریخچه
در ابتدا گمان می‌شد که تنها یک ویتامین ب وجود دارد، ولی پس از مدتی تفاوت‌هایی در ساختار و خواص شیمیایی این ویتامین‌ها که اغلب باهم در غذا یافت می‌شوند کشف شد؛ بنابراین، علاوه بر نام‌های جدیدی که به هر کدام از آن‌ها داده شد، نامگذاری ب۱، ب۲ و غیره نیز نگاه داشته شد.

## عملکرد
ویتامین‌های گروه ب به‌طور کلی در چرخه متابولیسم سلولی نقش دارند لذا موجب افزایش متابولیسم بدن شده و رشد و تقسیم سلول‌ها را افزایش می‌دهند. این ویتامین‌ها در عملکرد درست دستگاه ایمنی و عصبی نقش دارند؛ و برای سلامت پوست و ماهیچه‌ها ضروری هستند.
ویتامین‌های گروه B باعث کاهش استرس و افسردگی، و باعث سلامتی پوست و اعصاب می‌گردند. همچنین در تحقیقی نشان داده شده است که افرادی که ویتامین ب زیادی در خون خود دارند حتی اگر سیگاری باشند با خطر کمتری در ابتلاء به سرطان ریه مواجه هستند.

## ویتامین B1
ویتامین B۱ یا «تیامین» برای آزاد کردن انرژی از چربی‌ها، پروتئین‌ها و کربوهیدرات‌ها مورد نیاز است. این ویتامین، اعمال متابولیکی مختلفی را در سیستم اعصاب، سلول‌های خونی و عضلات انجام می‌دهد. این ویتامین برای رشد بچه‌ها و باروری در بزرگسالان ضروری است.

### نقش ویتامین B1
- برای افراد عصبی، نگران و مضطرب بسیار مفید است.[۵]
- توانایی مغز را زیاد می‌کند.
- به رفع سو هاضمه کمک می‌کند.
- برای عملکرد صحیح قلب بسیار مفید است.
- متابولیسم انرژی، انتقال عصبی، سنتز کلاژن و سایر پروتئین‌ها.[۶]

منابع خوب ویتامین B۱ عبارتند از برنج قهوه‌ای، تخمه آفتاب گردان، نخود، جو، لوبیا، نان‌های سبوس دار، مغزها، لبنیات و گوشت قرمز و مخمر.
ویتامین B۱ طی فرایند پختن، دما و گرمای زیاد، اضافه کردن نگه دارنده‌ها و خشک کردن از بین می‌رود.
علائم کمبود ویتامین B۱ عبارتند از احساس خستگی و کم اشتهایی، یبوست، عصبی بودن، سو هاضمه، سردرد، گیجی، کمبود وزن، ضربان قلب و زود رنجی.
اگر کمبود ادامه داشته باشد گرفتگی ماهیچه ساق پا، درد و سنگینی در ساق پا، گرمی پا، خواب رفتن و بی‌حس شدن انگشتان دست و پا احساس می‌شود. در صورتی که در این مرحله متوجه کمبود این ویتامین نشویم، فرد دچار بیماری بری بری و همچنین سندرم ورنیکه کورساکف (Wernicke-Korsakoff) می‌شود و اگر در این مرحله فرد بیمار درمان نشود، می‌میرد.
علل کمبود: سالمندی، چای پررنگ، قهوه، تمرین‌های سخت، تب، استرس، سوختگی، هیپرتیروئیدیسم، کمبود فولات، دوران رشد.
علائم هشدار دهنده بری بری: کمبود اشتها، گیجی، درست راه نرفتن، بیماری قلبی و آدم.
علائم هشدار دهنده سندرم Wernicke-Korsakoff: دوبینی، کمبود حافظه و رفتارهای غیرعادی.
«سیر» و «پیاز» حاوی ماده‌ای به نام «آلانین» می‌باشند که موجب جذب این ویتامین در بدن می‌گردد. برخلاف آنها سوسیس و کالباس دارای سولفور دی‌اکسید می‌باشند که از جذب ویتامین B۱ در بدن جلوگیری می‌کند.

## ویتامین B2
ویتامین B۲، برای عملکرد صحیح غده تیروئید و سوخت و ساز بدن دارای اهمیت فوق‌العاده زیادی می‌باشد. منابع غذایی دارای این ویتامین عبارتند از: شیر، جگر و قلوه، بادام، پنیر، زردهٔ تخم مرغ، گندم، سبزیجات برگ سبز و غلات و سبزی شاهی …

## ویتامین B3
ویتامین B۳ نیز همانند ویتامین B۲، برای تولید هورمون تیروئید لازم می‌باشد. این ویتامین همچنین قسمتی از فاکتور تحمل گلوکز می‌باشد و هرگاه که قند خون بالا رود، آزاد می‌شود. منابع غذایی این ویتامین عبارت است از: سبوس گندم، جگر، تن، بوقلمون، مرغ، گوشت، تخم مرغ، ماهی سالمون (آزاد)، جو، پنیر، میوه خشک و برنج قهوه‌ای و مخمرآبجو یافت می‌شود.

## ویتامین B4
ویتامین ب ۴ یا کولین یا کُلین (به انگلیسی: Choline) با فرمول شیمیایی C5 H14 N O یک ترکیب شیمیایی با شناسه پاب‌کم ۶۲۰۹ و جرم مولی ۱۰۴٫۱۷۰۸ گرم بر مول است. کولین جزئی از ویتامین‌های گروه ب (ویتامین ب۴) است. کولین برای سوخت‌وساز چربی لازم است و برای سوزاندن چربی در بدن مصرف می‌شود. این ماده بسیار مهم است.
کولین (Choline) جزئی از ویتامین‌های گروه B می‌باشد و یک ویتامین واقعی نیست (Vitamin B4). کولین برای متابولیسم و سوخت و ساز چربی مفید است. کولین را برای سوزاندن چربی در بدن مصرف کنید. این ماده بسیار مهم می‌باشد. اگر مقدار کولین در بدن شما خیلی کم باشد، چربی اضافی در کبد جمع می‌شود. منابع کولین عبارت است از: دل و جگر گاو، زرده تخم مرغ، گل کلم، خیار و بادام زمینی.

## ویتامین B5
ویتامین B۵ انرژی بدن را زیاد می‌کند، توانایی بدن را برای سوزاندن چربی ذخیره شده افزایش می‌دهد و تحمل رژیم لاغری را برای شما قابل قبول تر می‌کند.
هر گونه کمبود این ویتامین به مقدار چربی مصرف شده بستگی دارد. این ویتامین، در تولید انرژی و عملکرد صحیح غده فوق کلیه (آدرنال) نقش دارد. منابع این ویتامین عبارت است از: جگر و قلوه، گوشت، مرغ، آجیل، سبوس گندم، تخم مرغ، جو، لوبیا، نان گندم و سبزیجات برگ سبز.

## ویتامین B6
ویتامین B۶، به کمک عنصر معدنی روی، بر روی هضم مواد غذایی اثر می‌گذارد. همچنین در ساخت هورمونهای تیروئیدی و سوخت و ساز بدن نقش دارد. منابع غذایی آن عبارتند از: سبوس گندم، جو، ساردین، مرغ، گوشت، برنج قهوه‌ای، کلم، میوه خشک و تخم مرغ.

## ویتامین B8
اینوزیتول، گاهی به عنوان ویتامین B8 نیز شناخته می‌شود، به‌طور طبیعی در غذاهایی مانند میوه‌ها، لوبیا، غلات و آجیل وجود دارد. بدن شما همچنین می‌تواند از کربوهیدرات‌هایی که می‌خورید اینوزیتول تولید کند.
اینوزیتول اگرچه اغلب به عنوان ویتامین B8 شناخته می‌شود، اما اصلاً یک ویتامین نیست بلکه نوعی قند با چندین عملکرد مهم است.
اینوزیتول به عنوان یک جزء اصلی غشای سلولی نقش ساختاری در بدن شما ایفا می‌کند. همچنین بر عملکرد انسولین، هورمونی که برای کنترل قند خون ضروری است، تأثیر می‌گذارد. علاوه بر این، پیام رسان‌های شیمیایی در مغز شما هم مانند سروتونین و دوپامین تأثیر می‌گذارد.

## ویتامین B9
ویتامین B۹ یا اسید فولیک، برای زنان مفید است. در تکامل لوله عصبی و حفظ سلامت نخاع جنین در طی بارداری نقش مؤثری دارد.
غذاهایی که شامل میزان چشمگیری از اسید فولیک هستند شامل؛ جگر، عدس، سبوس برنج، مخمر آبجو، آرد سویا، نخود چشم بلبلی، لوبیای مرمری، لوبیا قرمز، بادام زمینی، اسفناج، برگ شلغم، گندم، کدو تنبل (کدو حلوایی)، مارچوبه، پرتقال و آجیل.

## ویتامین B12
ویتامین B۱۲، از اعصاب و سلول‌های خونی محافظت می‌کند. اگر سن شما بالای ۵۰ سال است، بدنتان به مقدار بیشتری از این ویتامین احتیاج دارد. کمبود این ویتامین موجب کم خونی، تخریب اعصاب و کمبود حافظه می‌گردد. منابع غذایی آن عبارتند از:جگر گوساله،
ماهی آزاد، فیله گوساله، تخم‌مرغ. شیر سویا

## اینوزیتول
اینوزیتول، نیز مانند کولین جزئی از ویتامین‌های گروه B می‌باشد و در اینوزیتول بدن ساخته می‌گردد. اینوزیتول با کولین به متابولیسم چربی‌ها کمک می‌کنند. منابع آن عبارتند از: دل و جگر گاو، گندم، سویا، تخم مرغ، آجیل.